# Nuevo Progreso (Huarmaca)
Nuevo Progreso es una localidad peruana ubicada en el distrito de Huarmaca, perteneciente a la provincia de Huancabamba del departamento de Piura, al norte del Perú. 

## Ubicación
Nuevo Progreso se ubica al centro de la provincia de Huancabamba, en el distrito de Huarmaca, en el departamento de Piura.

## Demografía
En 2017 Nuevo Progreso tenía una población de 49 habitantes.